# Iberische Fransenfledermaus

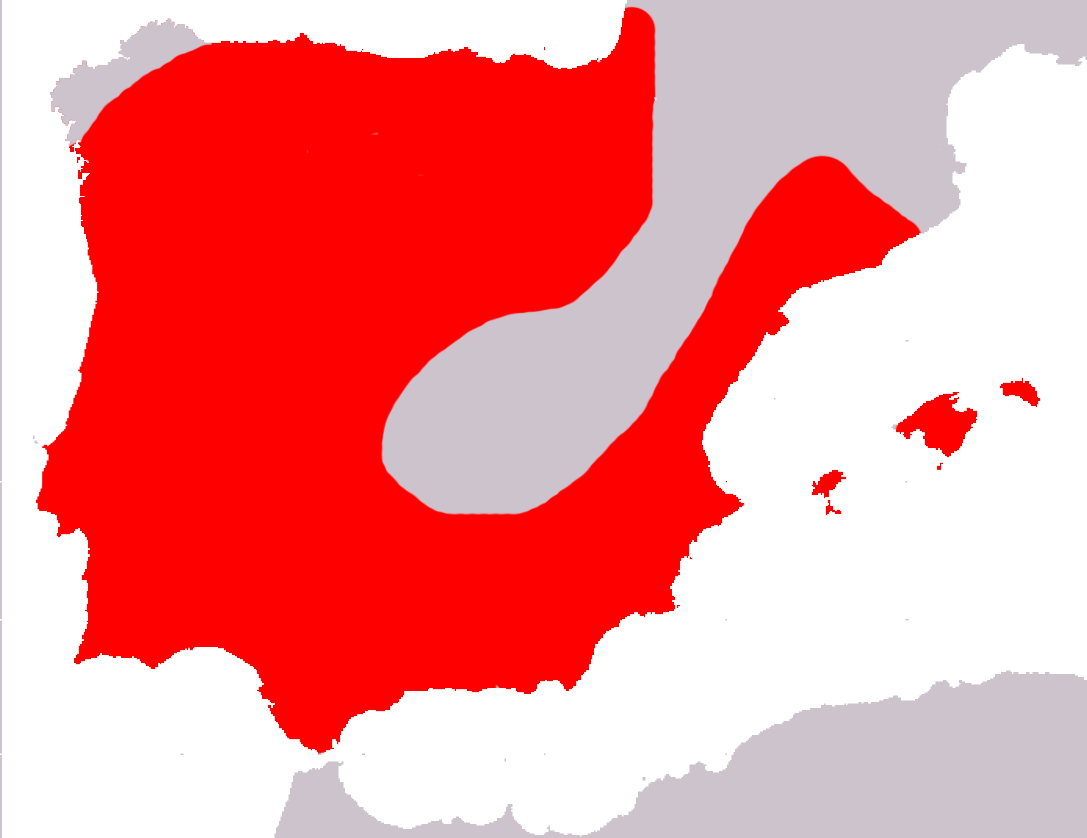
Skizze des Verbreitungsgebiets (die Art kommt in den gesamten Pyrenäen vor)

Die Iberische Fransenfledermaus (Myotis escalerai) ist ein auf der Iberischen Halbinsel verbreitetes Fledertier in der Gattung der Mausohren. Die Population wurde längere Zeit als identisch mit der gewöhnlichen Fransenfledermaus (Myotis nattereri) betrachtet. Aufgrund von Differenzen in der mitochondrialen DNA ist sie seit 2006 als Art anerkannt.

## Merkmale
Mit einer Kopf-Rumpf-Länge von 42 bis 50 mm, einem ebenso langen Schwanz und einem Gewicht von 4,5 bis 6,3 g erreicht die Art dieselbe Größe wie die Fransenfledermaus. Sie hat 37 bis 41 mm lange Unterarme, Hinterfüße von 7 bis 10 mm Länge und 15 bis 18 mm lange Ohren. Auf der Oberseite kommt graubraunes Fell vor, während die Unterseite hellgraues bis weißes Fell trägt. Auffällig sind die deutlich dunkleren Jungtiere. An der Kante der Schwanzflughaut befinden sich die namensgebenden borstigen Fransen. Ein weiteres Kennzeichen ist der S-förmige Fersensporn (Calcar). Die Iberische Fransenfledermaus kann ihre Ohren zusammenfalten. Der diploide Chromosomensatz dieser Fledermaus enthält 44 Chromosomen (2n=44).

## Verbreitung
Die Iberische Fransenfledermaus bewohnt mit wenigen Ausnahmen die gesamte Iberische Halbinsel sowie die Balearen und angrenzende Gebiete in Andorra und Frankreich. Sie lebt im Flachland und in Gebirgen bis 2100 Meter Höhe. Als Habitat dienen vorwiegend Wälder und Buschland. Gelegentlich werden Plantagen und Parks besucht.

## Lebensweise
Die Exemplare verbringen den Winter in versteckten Bereichen von Höhlen. Es wurden noch keine Individuen registriert, die Winterschlaf hielten. Vom Frühjahr bis zum Herbst ruht die Iberische Fransenfledermaus in Höhlen, in Tunneln, in Bergbauschächten, unter Brücken oder in Baumlöchern. Sie jagt in der Nacht Insekten, die oft mit der Schwanzflughaut eingefangen werden. Da sie oft in der Nähe des Bewuchses fliegt, ist wahrscheinlich, dass sie Beute von Ästen und Blättern pflückt. Die Rufe zur Echoortung starten bei einer Frequenz von 120 bis 140 kHz und enden bei 15 bis 20 kHz. Sie sind schwer von den Lauten anderer Mausohren zu unterscheiden.
Zur Paarungszeit im Herbst bilden sich vor den Höhlen große Schwärme, in denen auch andere Arten von Mausohren vorkommen. Zum Ende der Trächtigkeit bilden Weibchen eigene Kolonien, die aus 10 bis 800 Mitgliedern bestehen. Die Geburt der Nachkommen erfolgt meist im Mai. Jungtiere sind nach zwei Monaten selbstständig.

## Gefährdung
Gelegentlich werden Höhlen oder Verstecke in Häusern von Menschen verschlossen, was zum Verschwinden größerer Kolonien führte. Eine Studie von 2007 schätzte die Gesamtpopulation in Spanien auf 45.000 Exemplare. Vermutlich nimmt der Bestand in Portugal zu. Die IUCN listet die Iberische Fransenfledermaus als nicht gefährdet (least concern).